# Clocher-tour
Pour les articles homonymes, voir Klockhuis.

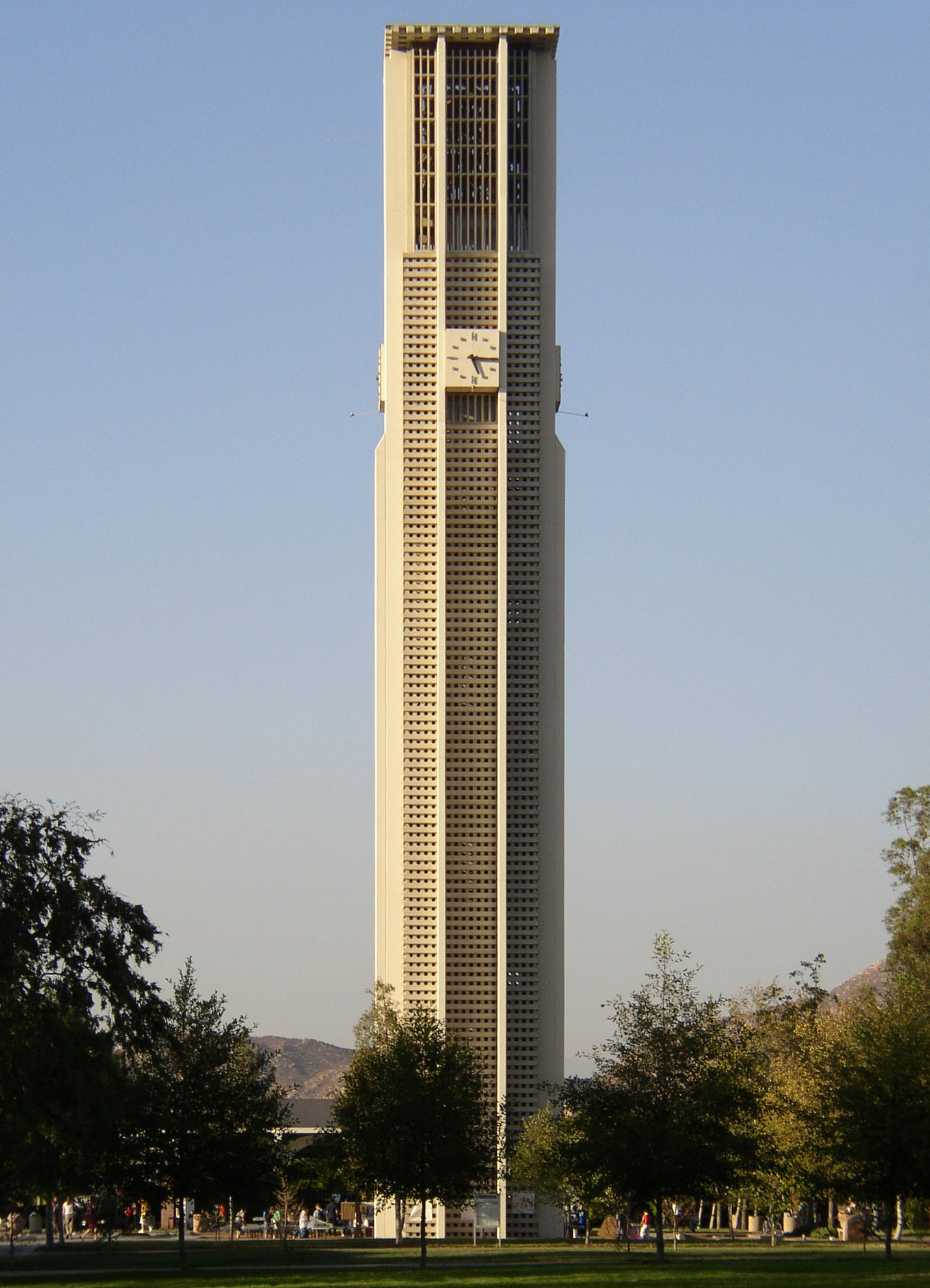
Le clocher de l'université de Californie à Riverside qui sonne toutes les heures.

Un clocher-tour est un clocher en forme de tour qui n'est pas rattaché au corps principal d'une église, ou une tour unique abritant des cloches. En Europe, il peut porter le nom de beffroi ou de campanile.

## Descriptions
Ce type de construction se retrouve :
- Dans les églises italiennes, où il est alors désigné par le nom de campanile (terme d'origine latine).
- Dans le nord de l'Europe ; Nord de la France, Belgique, Scandinavie, il est alors désigné par le nom de beffroi, (terme d'origine germanique). La majorité des églises rurales en bois de Finlande possèdent par exemple un clocher suffisamment éloigné pour échapper à un incendie éventuel.
- Dans la ville de Bordeaux, en raison de la nature de son sol, sableux-marécageux, compte deux clochers isolés pour ses deux principales églises, la tour Pey-Berland de la cathédrale Saint-André et la flèche Saint-Michel de la basilique Saint-Michel.

On retrouve également ce type de construction en Chine, ou la tour du tambour (鼓楼, gǔlóu) et la tour de la cloche (钟楼, zhōnglóu), sont deux éléments complémentaires que l'on trouve :
- Dans les temples taoïstes ;
- Comme partie intégrante de l'urbanisme des grandes villes, notamment à Pékin, Nankin ou encore Xi'an.

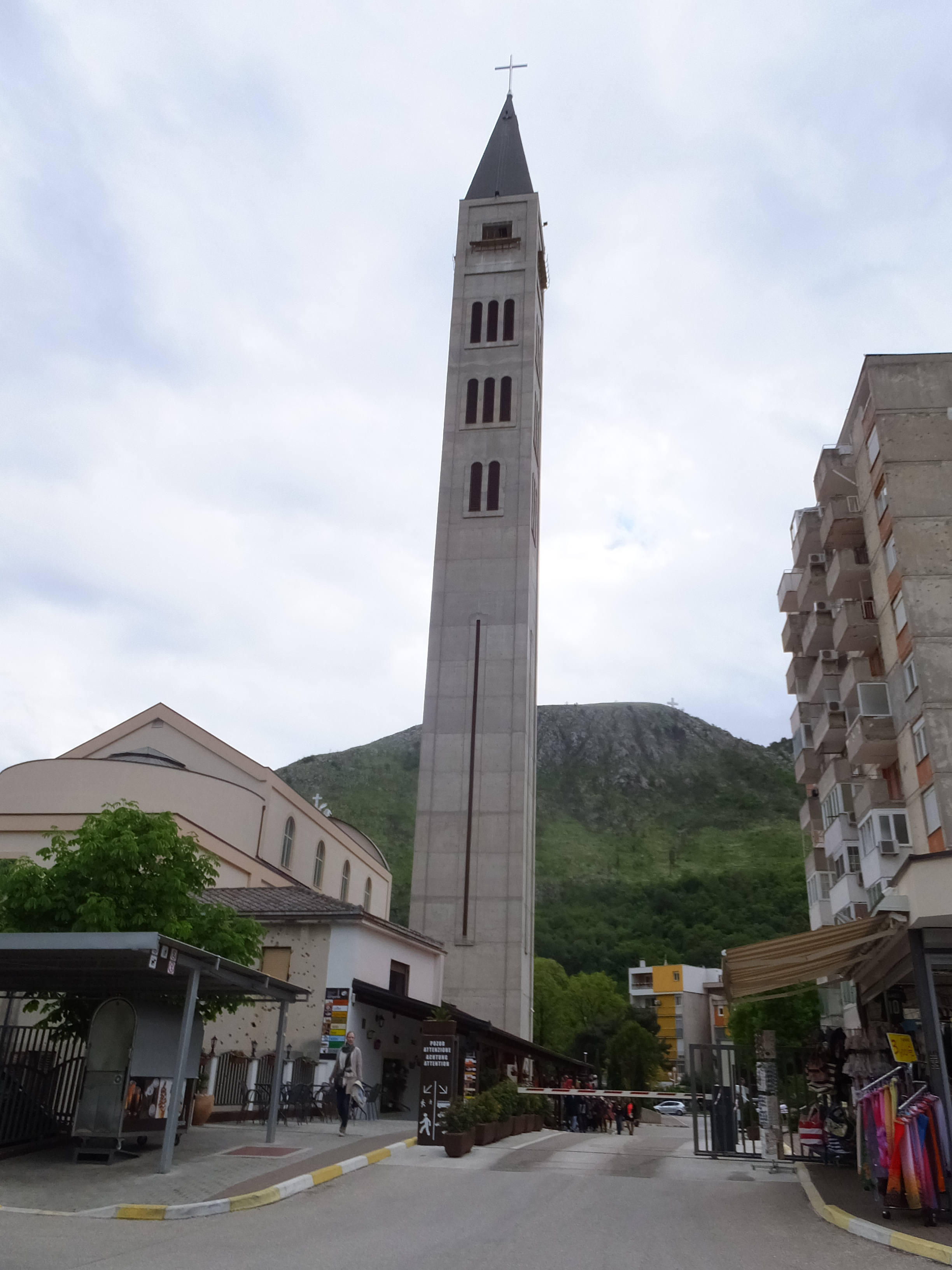
Clocher-tour de Mostar, Bosnie-Herzégovine.
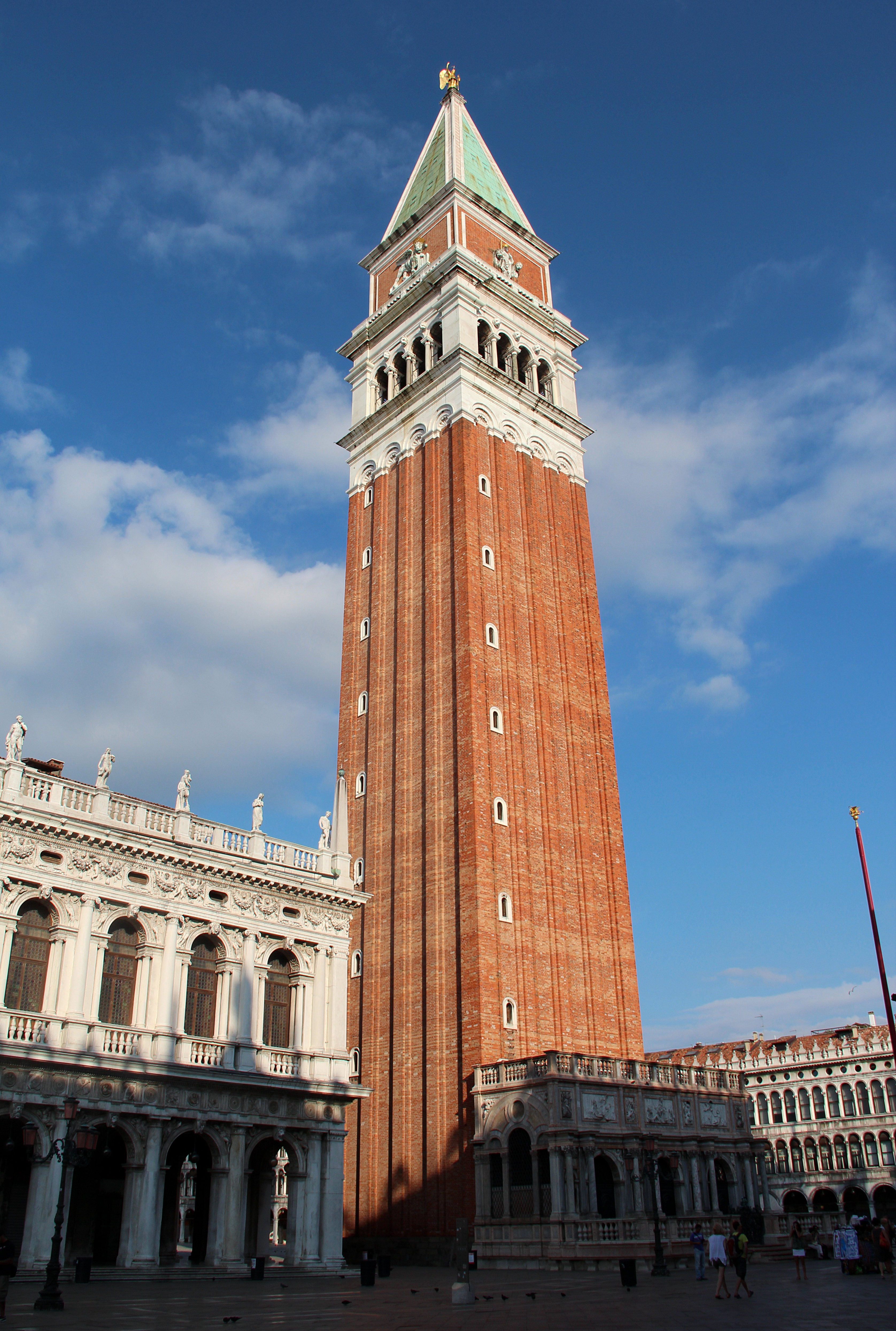
Campanile de Saint-Marc, Venise, Italie.
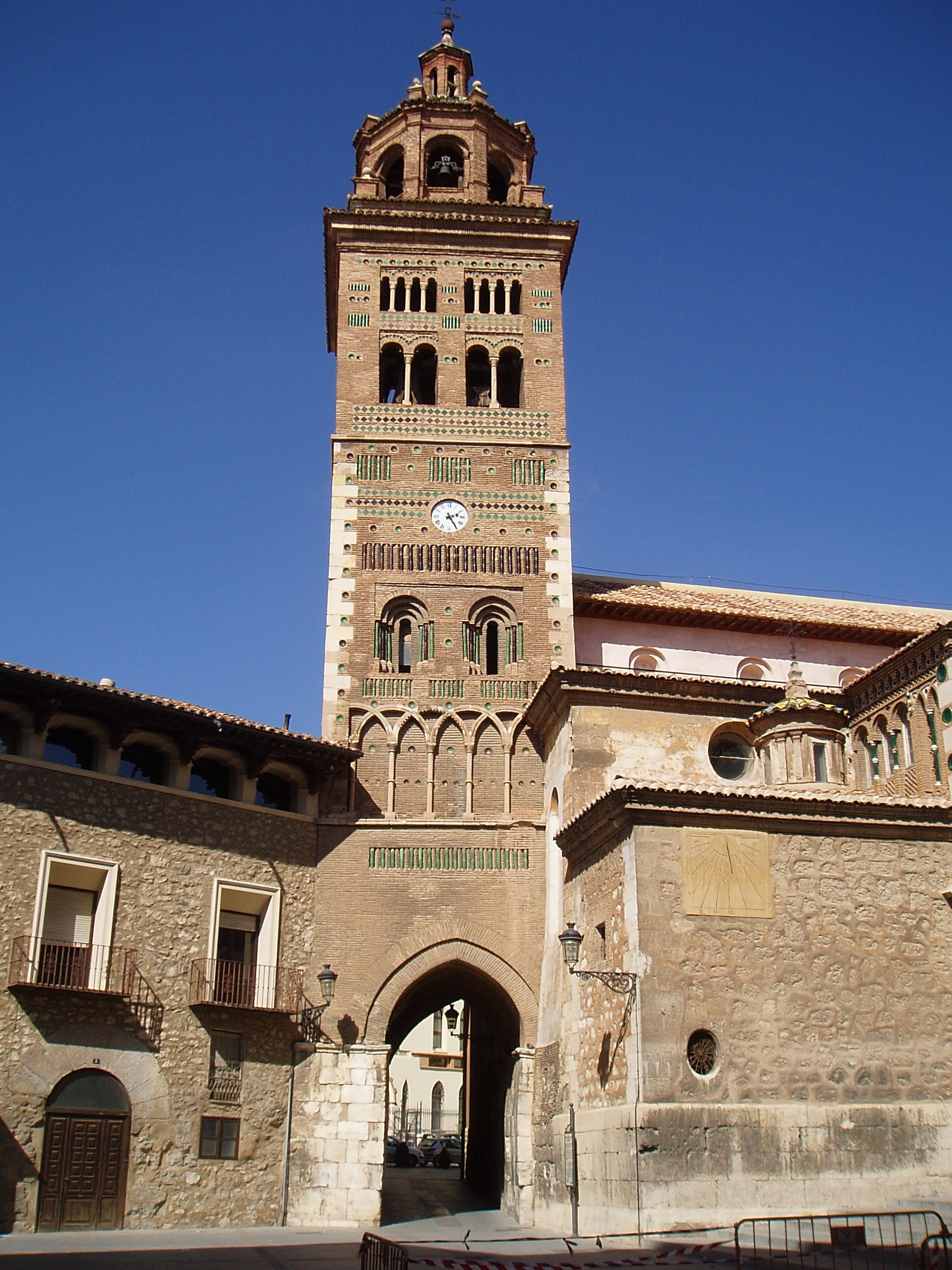
Clocher-tour de la cathédrale Sainte-Marie de Teruel, Espagne.
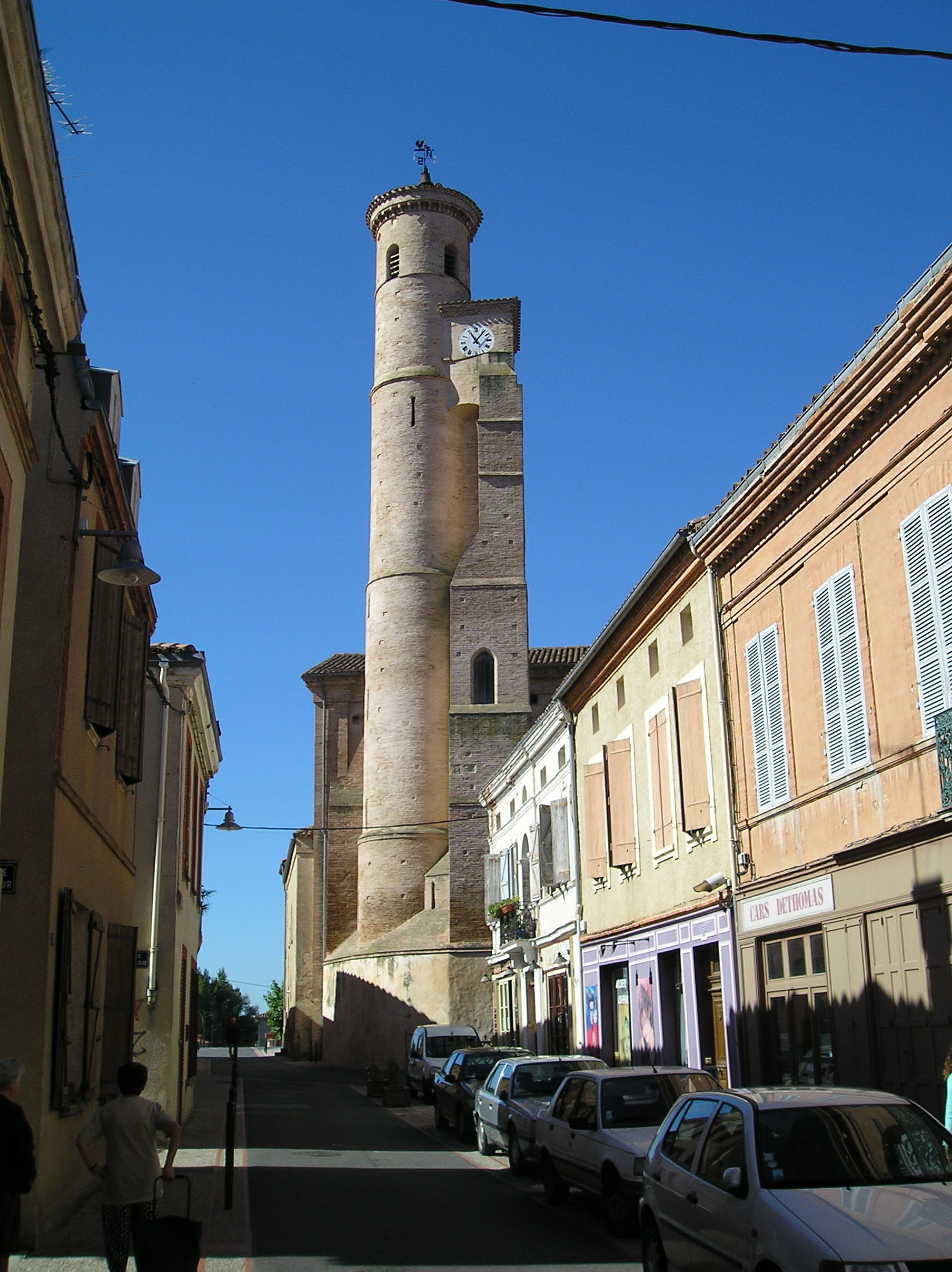
Clocher-tour de L'Isle-Jourdain, France.
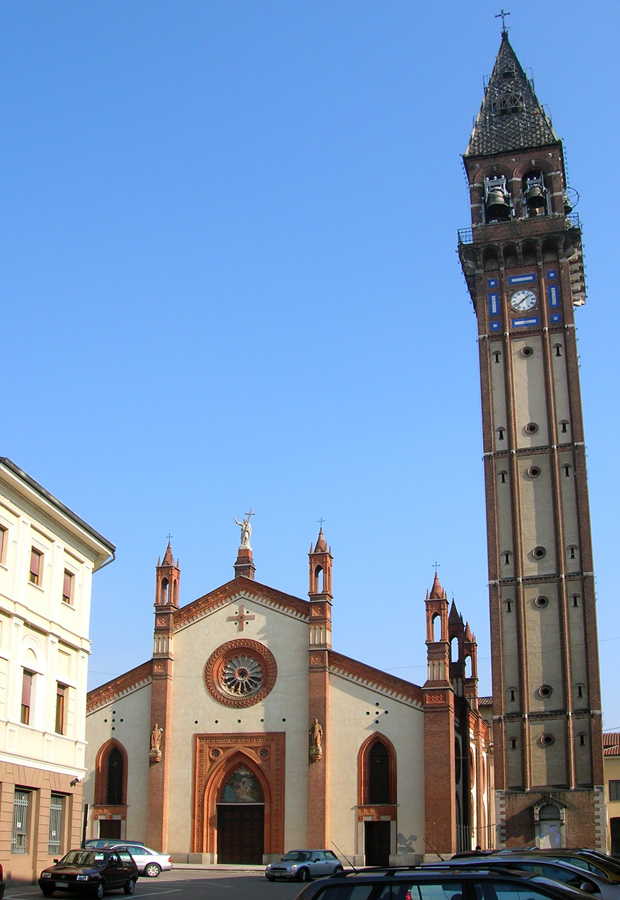
Clocher-tour de l'église Saint-Marcien de Mede, Italie.
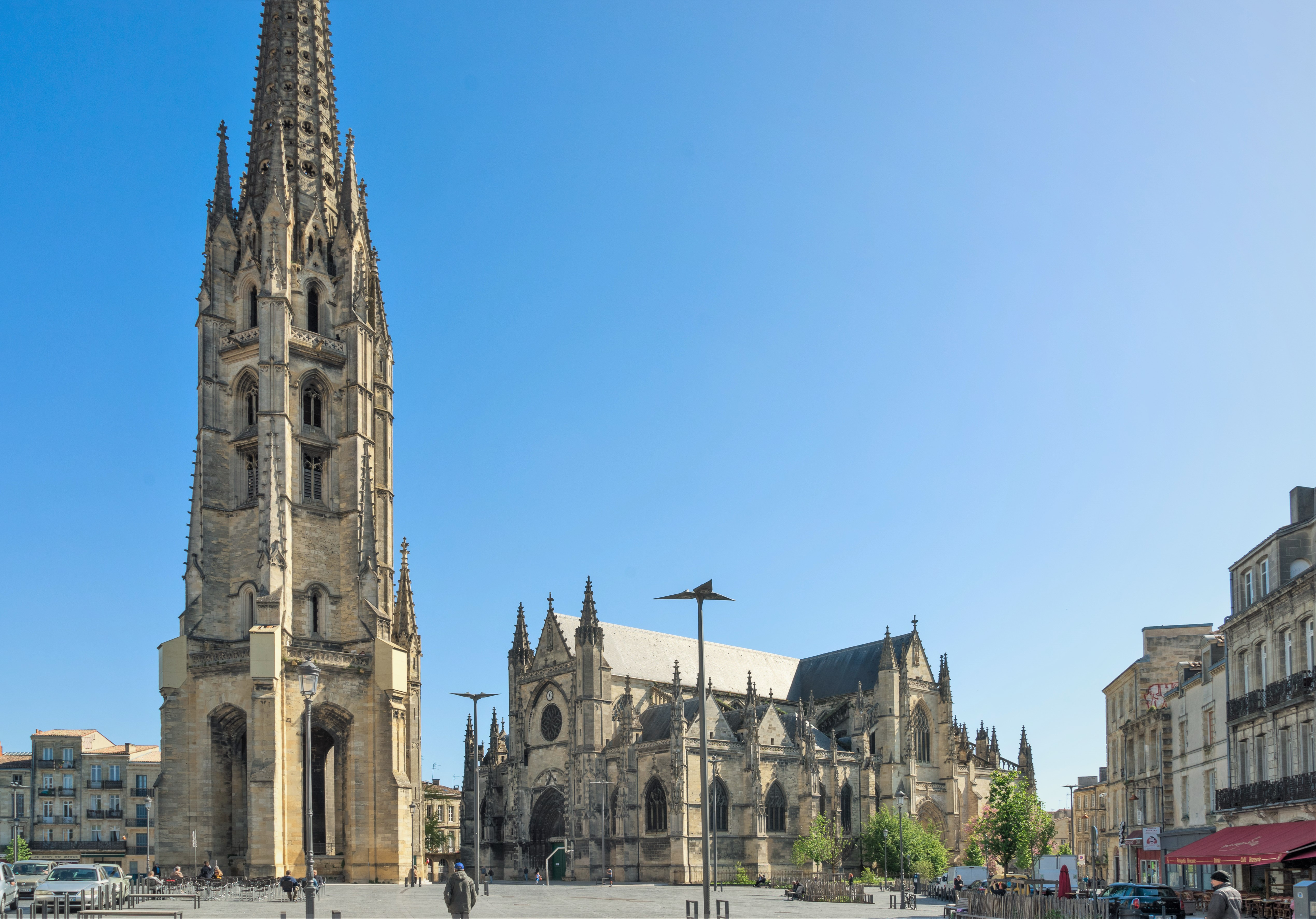
Flèche Saint-Michel à Bordeaux.
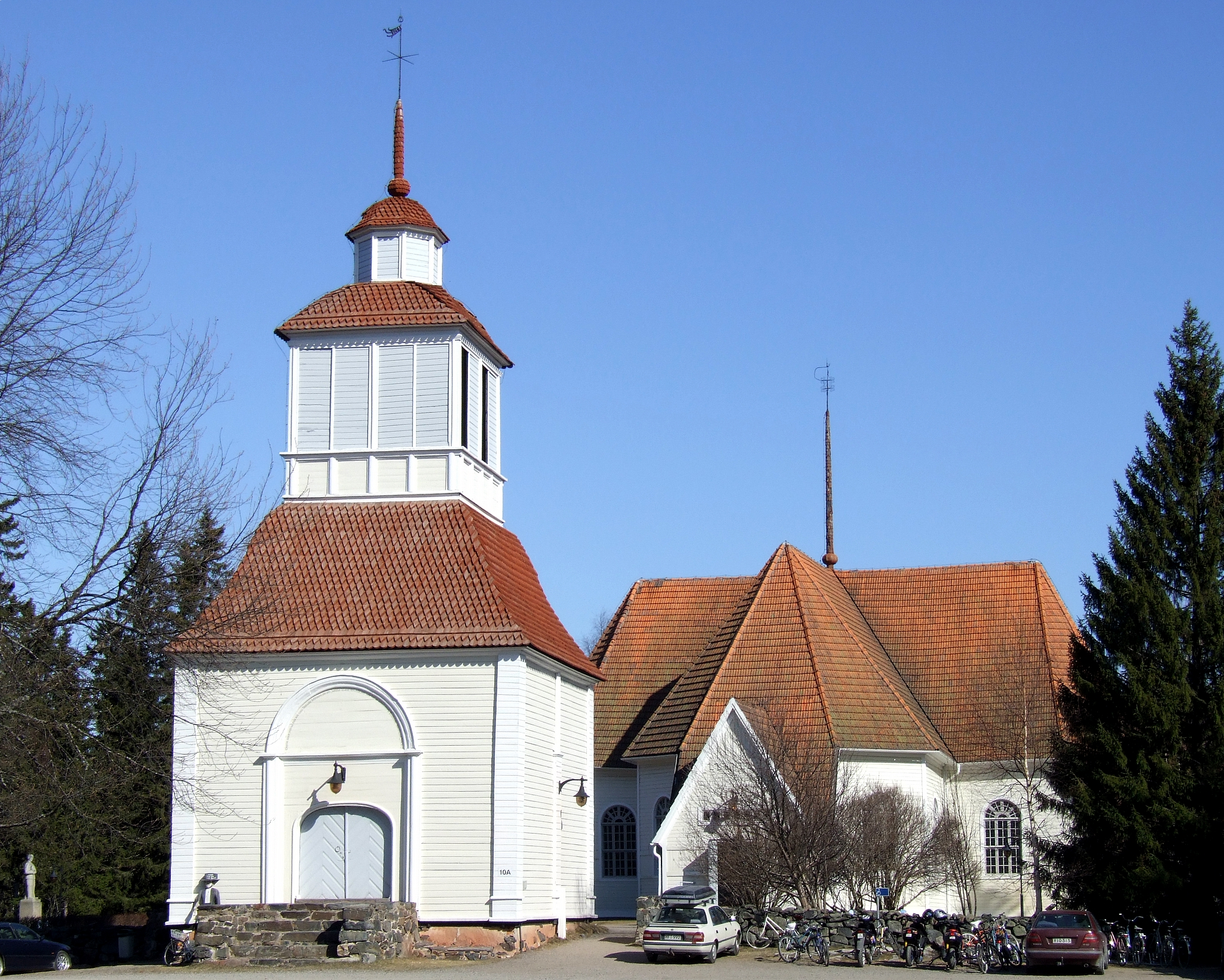
Clocher-tour de Finlande à Haukipudas.
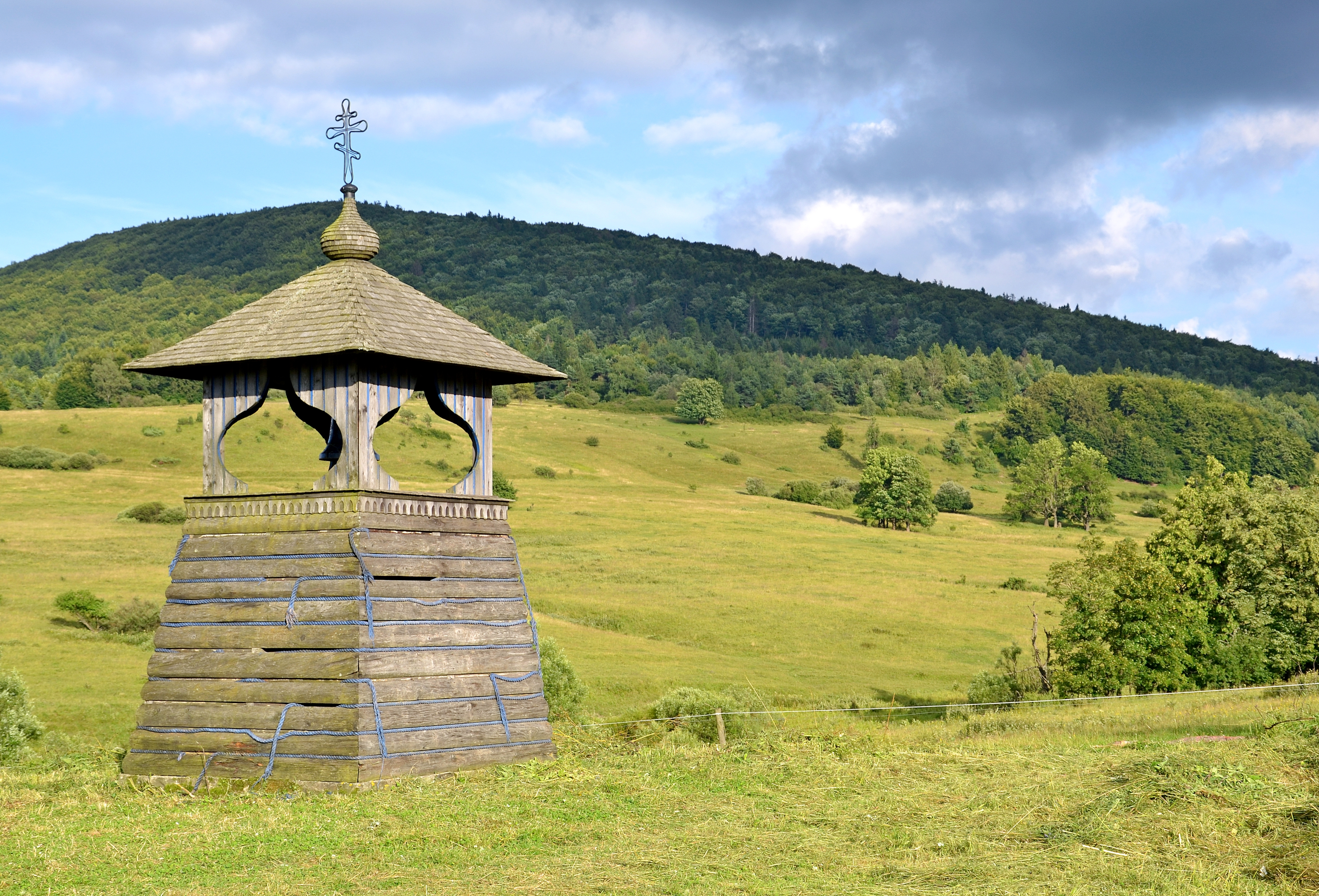
Clocher-tour en bois au village de Regietów, Uście Gorlickie (gmina), Pologne. Juillet 2016.
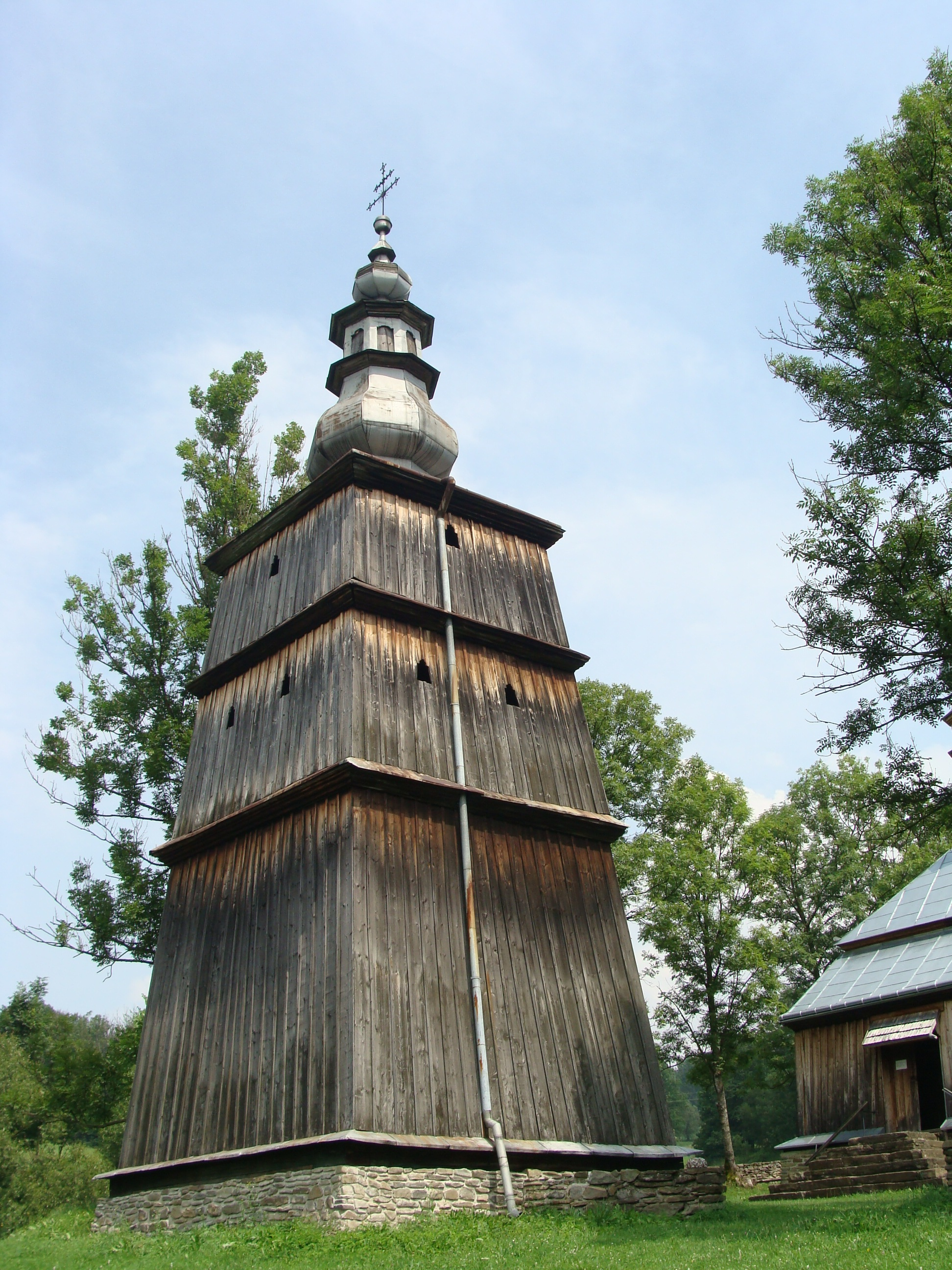
Clocher-tour en bois à Turzańsk, Pologne (1817),
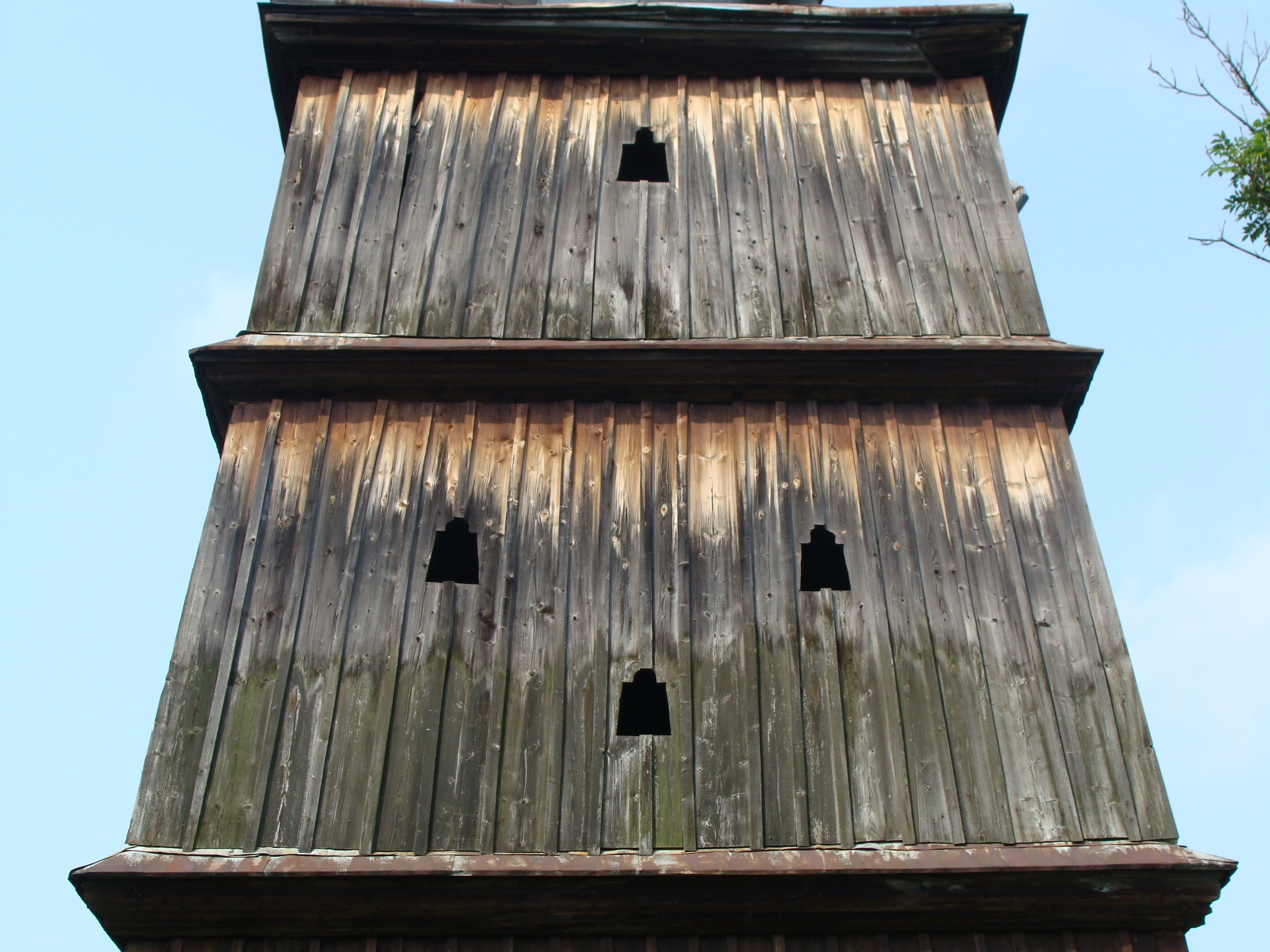
Clocher-tour en bois à Turzańsk, Pologne - détail (1817).
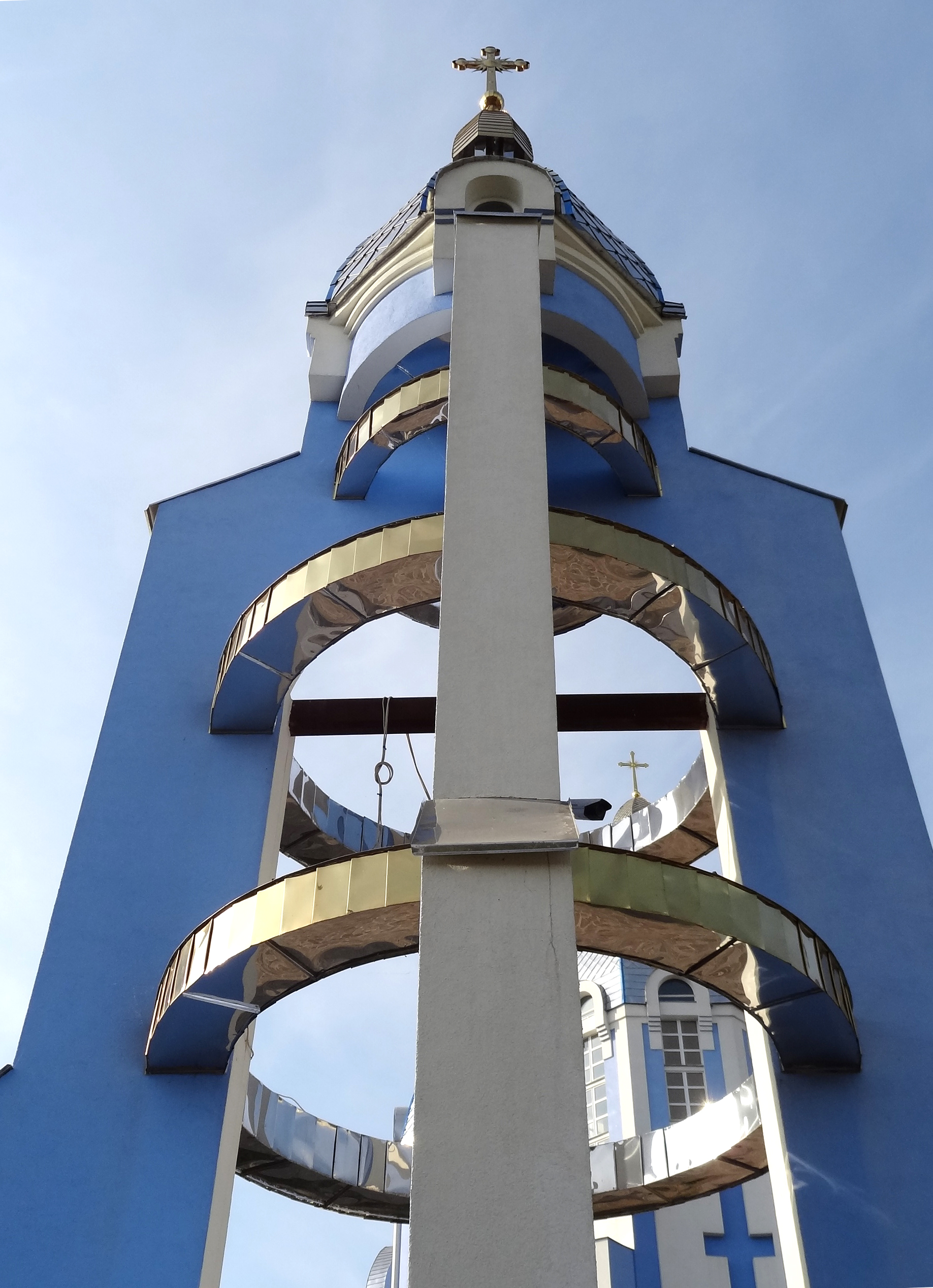
Un clocher-tour moderne à Vinnytsia, Ukraine (1996).

## Klockhuis
Dans le Nord de la France, en flamand, on appelle certain clocher-tour Klockhuis (ou maison des cloches).
- Klockhuis à Eecke
- Klockhuis à Hardifort

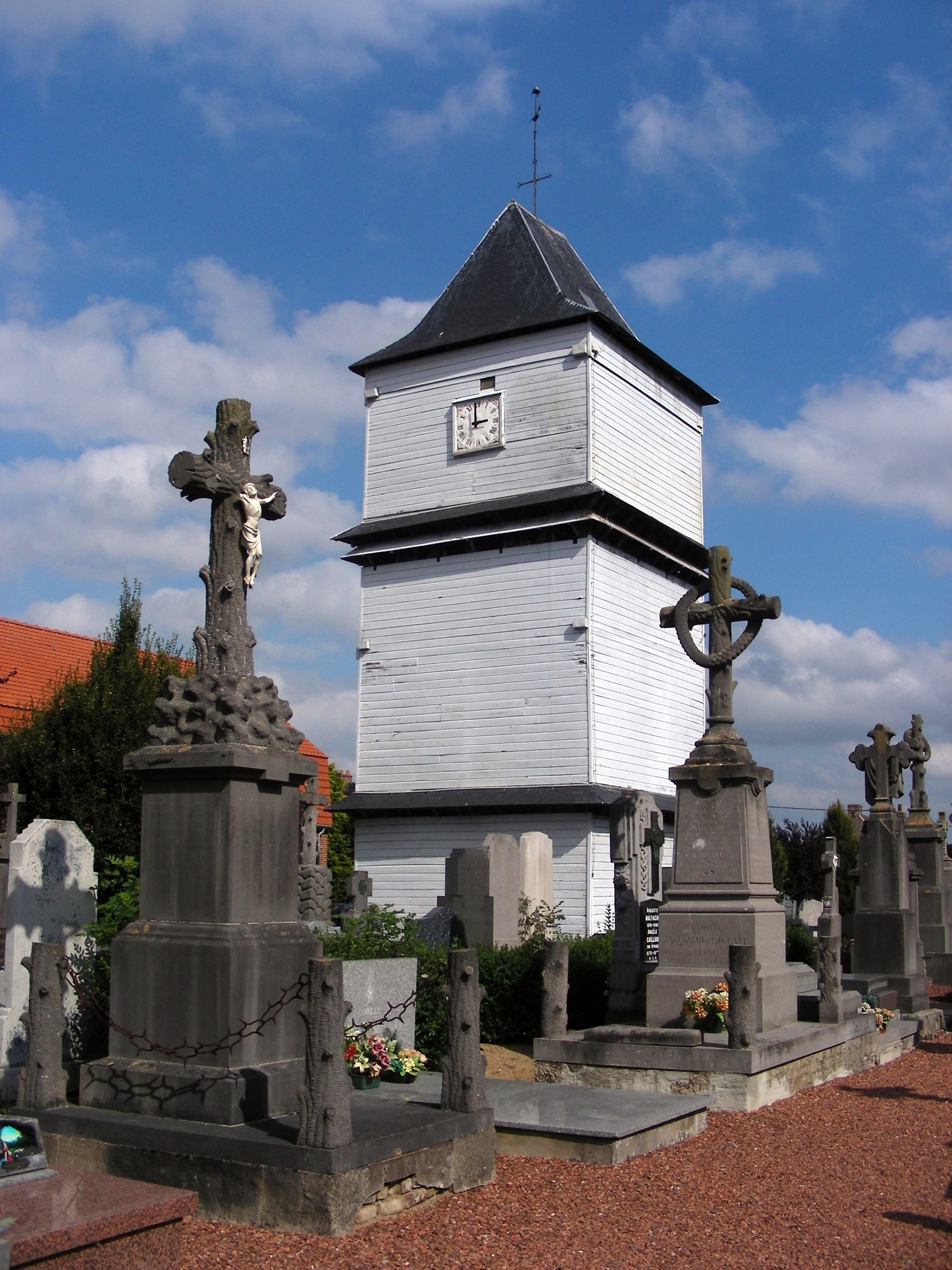
Klockhuis d'Eecke, Nord.
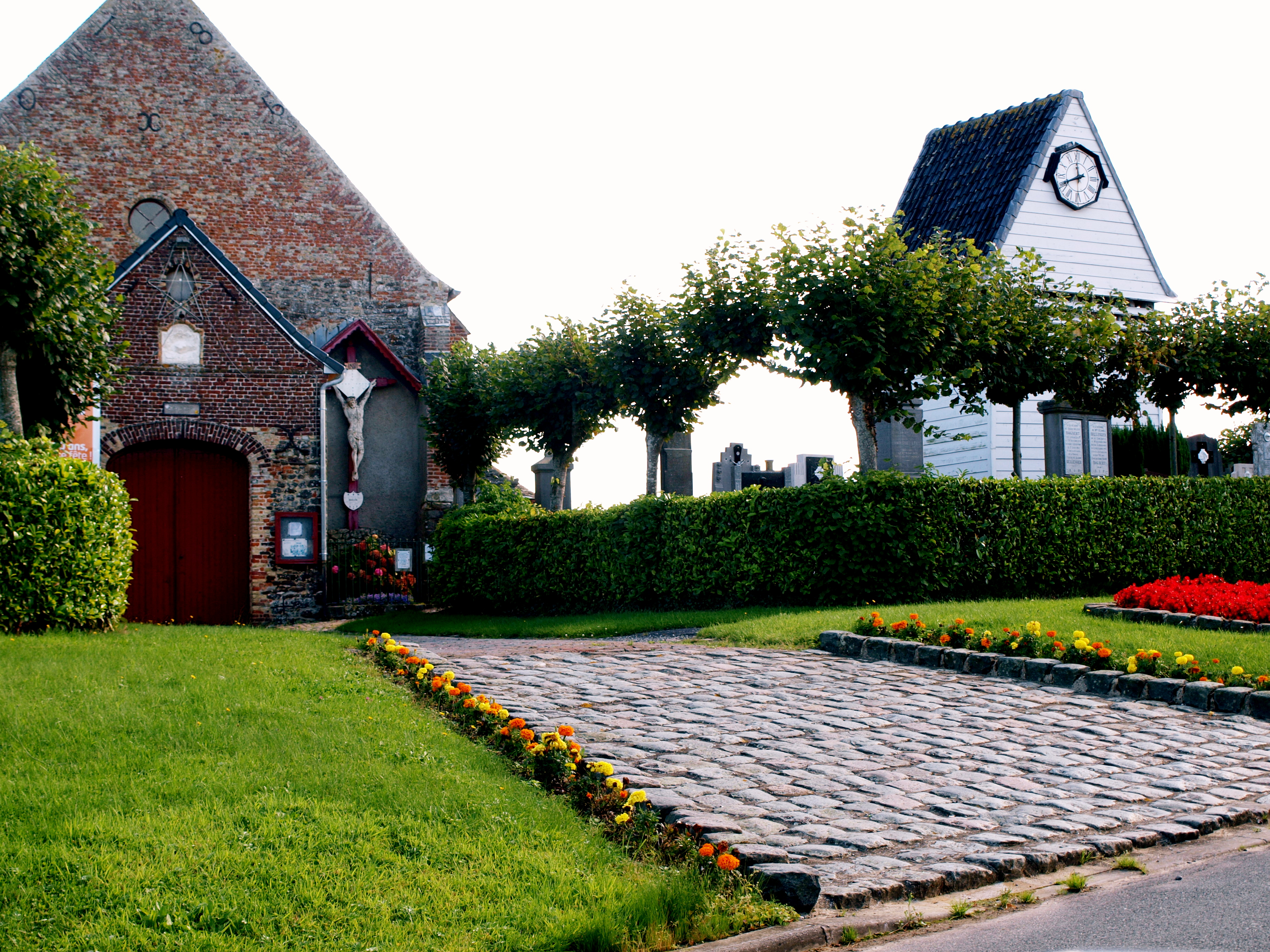
Klockhuis à Hardifort, Nord.